# キリストの頭部 (コレッジョ)

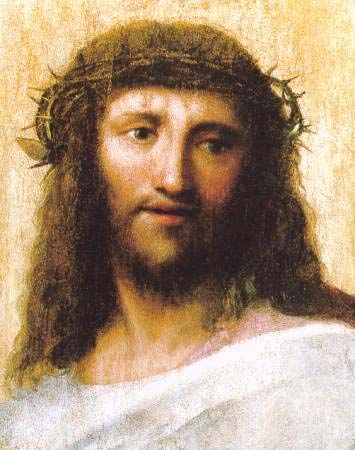
1518年頃のヴァリアント。コッレッジョ博物館所蔵。

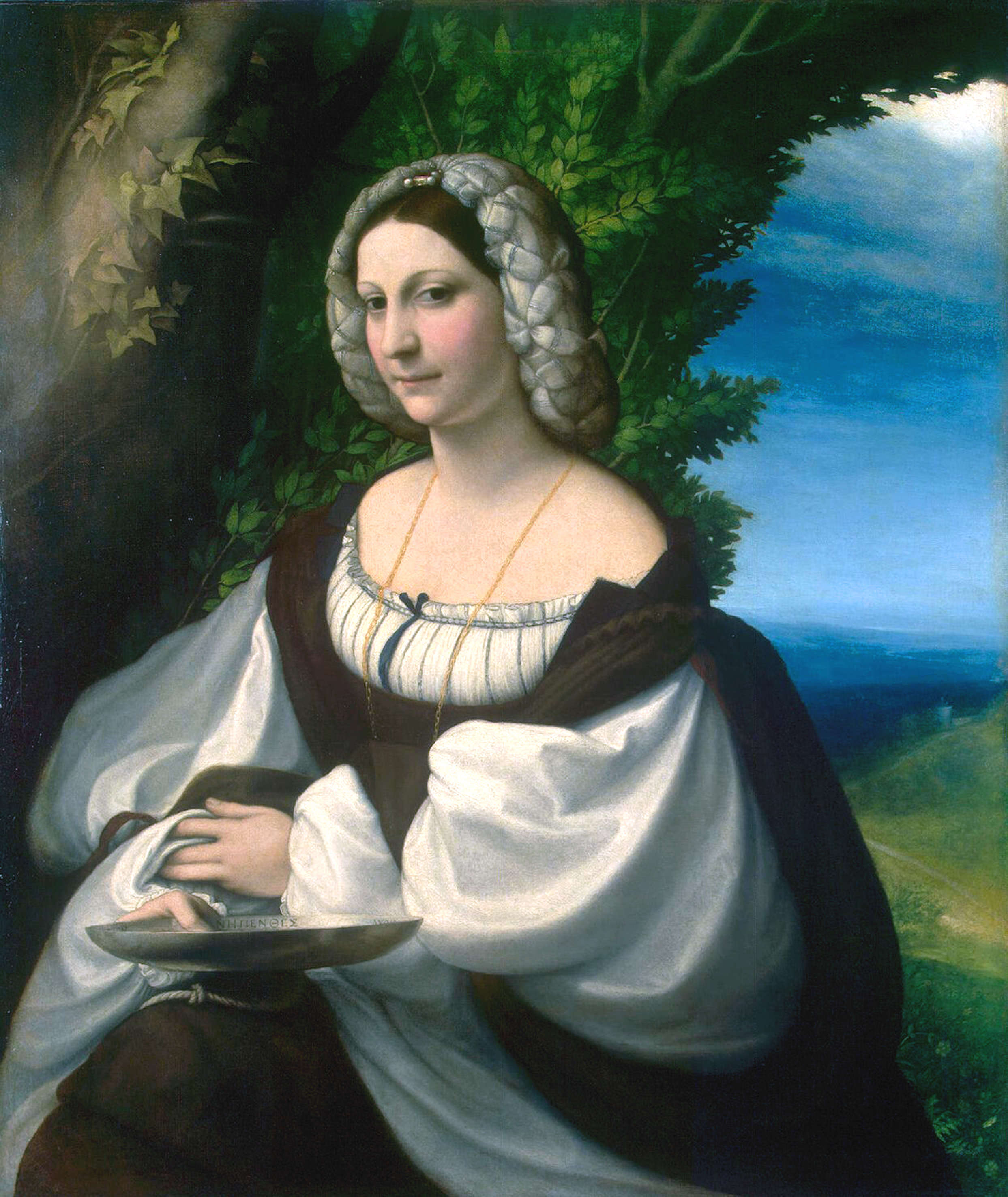
一説にヴェロニカ・ガンバラを描いたものとされるコレッジョの『女性の肖像』。『キリストの頭部』はヴェロニカの発注によって制作された可能性がある。エルミタージュ美術館所蔵。

『キリストの頭部』（伊: Testa di Cristo, 英: Head of Christ）は、ルネサンス期のイタリアの画家コレッジョが1525年から1530年頃に制作した絵画である。油彩。主題はヴェールにキリストの顔が浮かんだと伝えられている聖ヴェロニカの奇跡の物語から取られている。サイズが小さいため、発注者の私的な信仰心のために制作されたと考えられている。現在はロサンゼルスのJ・ポール・ゲティ美術館に所蔵されている。またコッレッジョのコッレッジョ博物館に1518年頃のヴァリアントが所蔵されている。

## 主題
聖ヴェロニカは十字架を背負ってゴルゴタの丘へと歩くキリストを憐れみ、キリストが十字架の重みで倒れると駆け寄って、身につけていたヴェールでキリストの額の汗と血を拭った。すると奇跡が起こり、ヴェールにキリストの顔が浮かび上がったと伝えられている。

## 作品
コレッジョはゴルゴダの丘へと向かうキリストの受難の表情を描いている。荊の冠を頭に戴いたキリストの視線は悲しみに満ち、鑑賞者の側を向いて話しかけるように唇を分けている。画面の右下に布のほつれが描かれていることから、白い背景はキリストの背後を覆う布であり、聖ヴェロニカの奇跡と関係のある作品であることが了解される。しかしコレッジョは聖ヴェロニカのヴェールに浮かび上がったキリストの顔を描いているのではなく、奇跡が起きる直前の聖ヴェロニカのヴェールで包まれたキリスト自身の顔を描いている。その証拠にコレッジョは顔だけでなく、残ったわずかな空間に上半身描いている。キリストがまとっている紫色のマントは、荊の冠をかぶせられた際に、ユダヤ人の王としてのキリストの身体を覆ったものである。コレッジョは伝統的かつイコン的な構図の代わりに、聖ヴェロニカの奇跡を想起させる生きたキリストを正面像として描くことを選択し、さらにヴェールの描写を添えることで実際の空間と架空の空間の区別をあいまいにしている。こうした主題の再評価によってコレッジョは新しいタイプの祈りの図像を作り出し、それを自然主義的な光と繊細かつ柔らかな筆遣いで表現している。
本作品の制作は、1527年のローマ略奪で失われた聖ヴェロニカのヴェールが再びサンピエトロ大聖堂に戻ったことで生じた、新たな信仰の高まりと関係あるかもしれない。小さなサイズは発注者の私的な信仰心のために制作されたことを示唆している。発注者はおそらく聖女と同じ名前を持つ女性で、より具体的にはギルベルト7世・ダ・コレッジョの妻で詩人のヴェロニカ・ガンバラによって発注された可能性が指摘されている。
コレッジョの『キリストの頭部』が多数複製されたことは、磔刑に至るまでのキリストの苦難を捉えることにコレッジョが成功したことと、長い間、ラファエロ・サンツィオに次いで優れた芸術家と考えられていたことを証明している。

## 来歴
本作品らしき絵画が最初に記録に現れるのは17世紀のアムステルダムである。アランデル伯爵夫人アレシア・ハワードの死後の1655年に作成された財産目録に、「コレッジョ・ヴェロニカ」なる絵画が記載されている。
確実な記録は1680年に現れる。レオナール・ゴヨン・デ・マティニョンはイタリアの個人コレクションから本作品を購入し、絵画をフランスにもたらした。その後絵画は半世紀以上もの間マティニョン家が相続し、その子孫であるジャック・ド・ゴワイヨン・ド・マティニョンがモナコ公女ルイーズ＝イポリットと結婚したことでモナコ公にもたらされた。絵画は1803年頃にモナコ公のコレクションを離れ、チャールズ・ジャック・シャプラン・ド・セレヴィル（Charles Jacques Chapelain de Séréville）、1812年に画家ジャン＝バティスタ＝ピエール・ルブラン、1814年に版画家ジャン・ニコラス・ルルージュ（jean nicolas lerouge）、政治家シャルル＝モーリス・ド・タレーラン＝ペリゴールが所有した。1831年に第6代クーパー伯爵ジョージ・クーパーが購入したことでイギリスに渡った。これ以降、絵画はジョン・クーパーの子孫に相続された。第7代クーパー伯爵フランシス・クーパーの夫人カトリーン・セシリア・コンプトン・クーパー（Katrine Cecilia Compton Cowper, countess Cowper）の死後（1913年）、ジョージ・クーパーの娘アン（Anne）と外交官ジュリアン・フェーンの娘のデスボロー男爵夫人エセル・アン・プリシラ・グレンフェルが相続した。その後、絵画はエセルの娘アレキサンドラ・イモージェン・クレア・グレンフィル（Alexandra Imogen Clair Grenfell）と結婚した第6代ゲージ子爵ヘンリー・ゲージに相続された。1994年、第7代ゲージ子爵ジョージ・ゲージ（George John St. Clere Gage, 7th viscount Gage）は美術商サイモン・ディキンスン（Simon Dickinson, Ltd）を通じてJ・ポール・ゲティ美術館に売却した。